# La reine Margot (1994)
La Reine Margot is een Franse film van Patrice Chéreau die werd uitgebracht in 1994. Het scenario is gebaseerd op de gelijknamige roman van Alexandre Dumas.
De film is een remake van La reine Margot (1954) van Jean Dréville.

## Inhoud
De film speelt zich af aan het hof van de koning van Frankrijk in Parijs, in de tijd van het huwelijk van Margaretha van Valois en van de Bartholomeusnacht.
Augustus 1572. Parijs staat op springen. De protestant Hendrik van Navarra, de toekomstige Hendrik IV, bereidt zich voor op zijn huwelijk met Margaretha van Frankrijk, koningin Margot, die katholiek is, de dochter van Catharina de' Medici en de zuster van de labiele koning Karel IX. De echtelieden houden echter niet van elkaar. Het gaat immers om een politiek huwelijk, geregeld door Catharina de' Medici, om de haat en de rivaliteit tussen de katholieken en protestanten onder controle te krijgen en zowel paus Gregorius XIII en Spanje, als de protestantse staten te vriend te houden. De angst, de vijandschap en het geweld bereiken ook de Notre-Dame van Parijs, waar het huwelijk ingezegend wordt. De broers van Margot moorden er op los en verbergen hun tweeslachtige relatie met hun zuster niet langer. Margot zelf is een arrogante en wispelturige prinses. Koningin Catharina beraamt een complot op de huwelijksdag van haar dochter.
De onhandigheid van de koningin-moeder gekoppeld aan de tegenstrijdige ambities van de hoofdpersonen en de machtshonger van de prinsen, doen het ganse land wankelen in de vreselijke Bartholomeusnacht, zes dagen na het huwelijk. Het zijn donkere uren, waarin Margot gevoelens ontdekt die zij voordien niet kende, zoals altruïsme, vriendschap en liefde.

## Rolverdeling
| Acteur                 | Personage                                           |
| ---------------------- | --------------------------------------------------- |
| Isabelle Adjani        | Margaretha van Frankrijk, la reine Margot           |
| Daniel Auteuil         | Hendrik van Navarra (toekomstige Hendrik IV)        |
| Jean-Hugues Anglade    | Koning Karel IX                                     |
| Vincent Pérez          | Joseph Boniface de la Môle                          |
| Virna Lisi             | Catharina de' Medici                                |
| Dominique Blanc        | Henriette de Nevers                                 |
| Pascal Greggory        | Hendrik, hertog van Anjou (toekomstige Hendrik III) |
| Claudio Amendola       | Coconas                                             |
| Miguel Bosé            | Hendrik I van Guise                                 |
| Asia Argento           | Charlotte de Sauve                                  |
| Julien Rassam          | Frans, hertog van Alençon                           |
| Jean-Claude Brialy     | admiraal de Coligny                                 |
| Jean-Philippe Écoffey  | Condé                                               |
| Thomas Kretschmann     | Nançay                                              |
| Bruno Todeschini       | Armagnac                                            |
| Johan Leysen           | Maurevel                                            |
| Laure Marsac           | Antoinette                                          |
| Barbet Schroeder       | adviseur                                            |
| Otto Tausig            | Mendès                                              |
| Michelle Marquais      | de voedster                                         |
| Bernard Verley         | kardinaal de Bourbon                                |
| Albano Guaetta         | Orthon                                              |
| Daniel Breton          | dief                                                |
| Valeria Bruni Tedeschi | tweede Escardon Volant (als Valeria Bruni-Tedeschi) |
| Hélène de Fougerolles  | een courtisane (onvermeld)                          |
| Cécile Caillaud        | Henriettes bediende (als Cecile Caillaud)           |
| Marc Citti             | Crussol                                             |
| Grégoire Colin         | jonge égorgé (als Gregoire Colin)                   |
| Jean Douchet           | bisschop                                            |
| Philippe Duclos        | Telligny                                            |
| Erwan Dujardin         | Page                                                |
| Carlos López           | Gaede Nancay (als Carlos Lopez)                     |
| Alexis Nitzer          | een adviseur                                        |
| Julie-Anne Roth        | keukenmeid (als Julie-Anne Rauth)                   |
| Tolsty                 | Le bourreau                                         |
| Mélanie Vaudaine       | eerste Escadron Volant                              |
| Nicolas Vaude          | protestant                                          |

## Prijzen en onderscheidingen

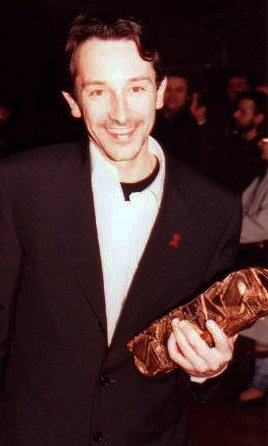
Jean-Hugues Anglade met zijn César

- César voor beste actrice: Isabelle Adjani
- César voor beste acteur in een bijrol: Jean-Hugues Anglade
- César voor beste actrice in een bijrol: Virna Lisi
- César voor beste fotografie: Philippe Rousselot
- César voor beste kostuums